# Dennis Chávez
Dionisio "Dennis" Chávez (Los Chaves, 8 de abril de 1888 -Washington D. C., 18 de noviembre de 1962) fue un político estadounidense del Partido Demócrata, que sirvió en la Cámara de Representantes de Estados Unidos de 1931 a 1935, y en el Senado de Estados Unidos de 1935 a 1962. Fue el primer hispano elegido para un mandato completo en el Senado de los Estados Unidos y el primer senador nacido en Nuevo México.

## Biografía

### Primeros años
Nació en Los Chaves en el Territorio de Nuevo México. Sus padres, David y Paz Chávez, eran miembros de familias que habían vivido en Los Chaves durante generaciones. En 1895, se mudó con su familia a la sección Barelas de Albuquerque (Nuevo México) para trabajar en el ferrocarril y Dennis asistió a la escuela hasta el séptimo grado cuando las dificultades económicas lo obligaron a trabajar. Su primer trabajo fue repartir comestibles en la tienda Highland Grocery. Más tarde, estudió ingeniería y agrimensura, y trabajó como ingeniero para la ciudad de Albuquerque durante varios años.

### Carrera temprana
Trabajó brevemente como editor de un semanario, como intérprete judicial y como contratista privado hasta 1916, cuando obtuvo un empleo temporal como intérprete de español para la campaña electoral del senador Andrieus A. Jones. En 1917, el senador Jones le ofreció un puesto como asistente de secretario ejecutivo del Senado en Washington D. C. Aceptó este puesto, aprobó un examen de admisión especial en la Facultad de Derecho de la Universidad de Georgetown y estudió derecho por la noche. Se graduó de Georgetown en 1920 y regresó a Albuquerque para ejercer la práctica legal. Tuvo éxito en la defensa de sindicatos y como abogado defensor en casos de asesinato de alto perfil.

### Cámara de Representantes
En 1922, fue elegido miembro de la legislatura del estado de Nuevo México, pero no buscó otro mandato. En 1930, fue elegido al único escaño general de Nuevo México en la Cámara de Representantes de los Estados Unidos, siendo reelegido en 1932. Se desempeñó como presidente del Comité de Riego y Recuperación de la Cámara de Representantes. No buscó la reelección a la Cámara en 1934, convirtiéndose en candidato a senador.

### Senado
Fue el candidato demócrata al Senado de los Estados Unidos por Nuevo México en 1934. Perdió por estrecho margen ante el republicano Bronson M. Cutting. Sin embargo, Cutting murió en un accidente aéreo el 6 de mayo de 1935, y cinco días después, Chávez fue designado para cubrir la vacante en espera de una elección especial. En 1936, fue elegido para los cuatro años restantes del mandato de Cutting, y luego ganó un mandato completo propio en 1940, convirtiéndose en la primera persona de ascendencia hispana en ser elegido para un mandato completo en el Senado de los Estados Unidos. Fue reelegido nuevamente en 1946, 1952 y 1958, y sirvió hasta su muerte en 1962. Se desempeñó como presidente del Comité de Obras Públicas de 1949 a 1953, y nuevamente desde 1955 hasta su muerte.
En 1954, los republicanos del Senado intentaron destituir a Chávez de su escaño, alegando que las irregularidades de las elecciones de 1952 significaban que no se podía confiar en los resultados de las mismas. Una resolución que afirmaba que ningún candidato había ganado las elecciones de 1952 y, por lo tanto, requería que el gobernador republicano de Nuevo México nombrara un nuevo senador, fue derrotada por una votación de 36 a 53.

### Fallecimiento
Fumador durante toda su vida, falleció en Washington D. C. el 18 de noviembre de 1962, y fue enterrado en el cementerio Mount Calvary en Albuquerque.